# Alexander Wolfington, Son & Co.

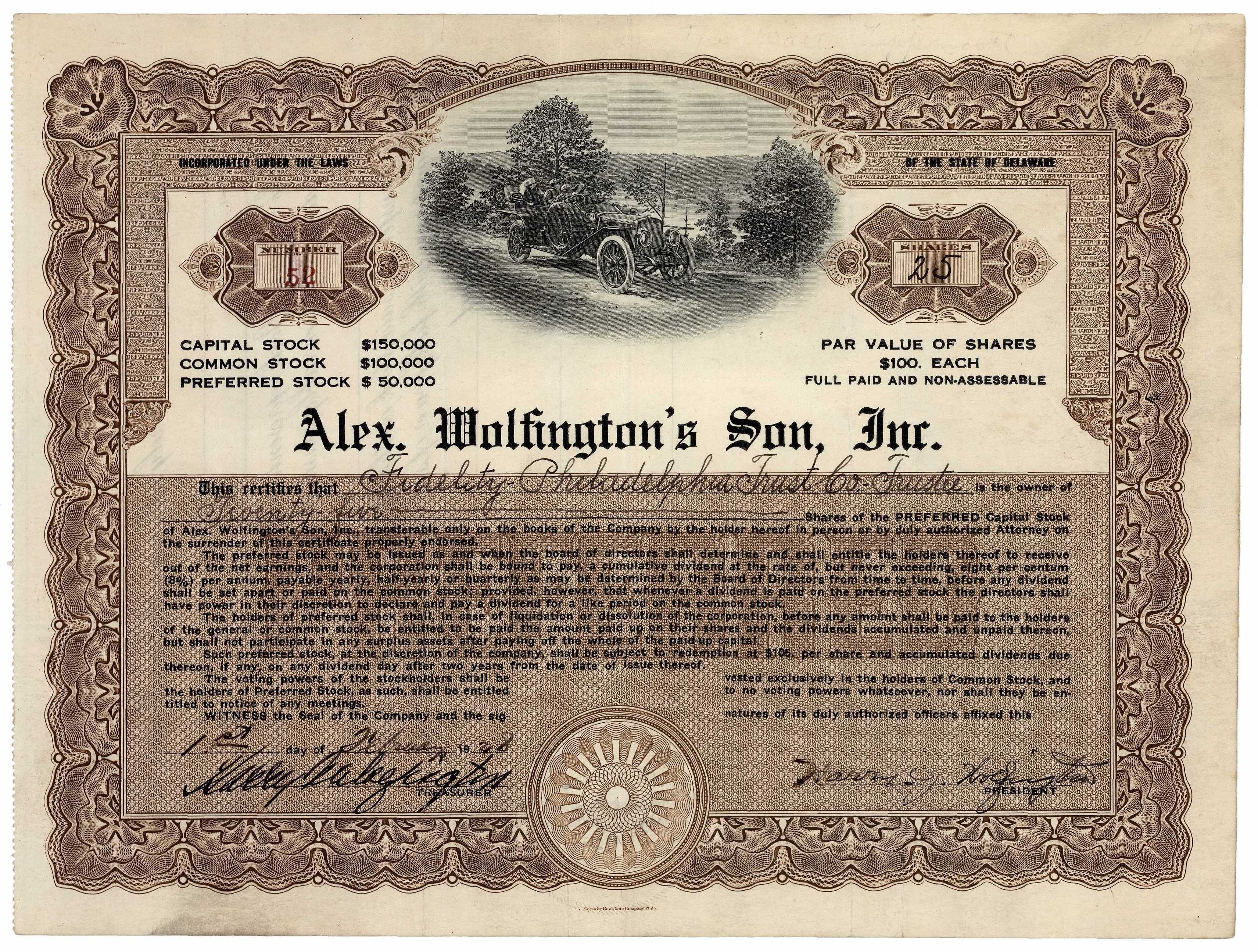
Aktie der Alex. Wolfington's Son, Inc. vom 1. Februar 1928

Alexander Wolfington, Son & Co. (kurz: Wolfington) war ein US-amerikanischer Kutschenbauer und Karosseriehersteller aus Philadelphia, der in den ersten drei Jahrzehnten des 20. Jahrhunderts Nutzfahrzeugaufbauten, aber auch individuelle und zum Teil hochpreisige Karosserien für Oberklassechassis fertigte. Nach dem Ende des Karosseriebaus 1932 war das Unternehmen bis ins frühe 21. Jahrhundert im Automobilhandel tätig.

## Unternehmensgeschichte

### Kutschen
Gründer des Unternehmens war der 1851 im kanadischen Halifax geborene Alexander J. Wolfington. Nach einer Ausbildung zum Schmied arbeitete Wolfington zunächst für den New Yorker Stellmacher Brewster & Co., bevor er sich 1876 in Philadelphia, Pennsylvania, selbständig machte. Das Unternehmen war anfänglich ein reiner Reparaturbetrieb, bevor es 1880 begann, Kutschwagen herzustellen. Wolfington spezialisierte sich früh auf stabile Buggies in Brougham-Bauform, die bald in dem Ruf standen, gleichermaßen hochwertig und wirtschaftlich zu sein, und bevorzugt von Ärzten gekauft wurden. Von Beginn an produzierte Wolfington ausschließlich auf Bestellung. Unter dem Einfluss von Alexander Wolfingtons Sohn Harry J., der etwa 1895 Teilhaber des Unternehmens geworden war, entstanden kurz nach der Jahrhundertwende die ersten Automobilkarosserien; als Alexander Wolfington 1910 in den Ruhestand getreten war, machte sein Sohn den Automobilbereich schließlich zum Hauptgeschäftsfeld.

### Automobile: Personenwagen und Nutzfahrzeuge

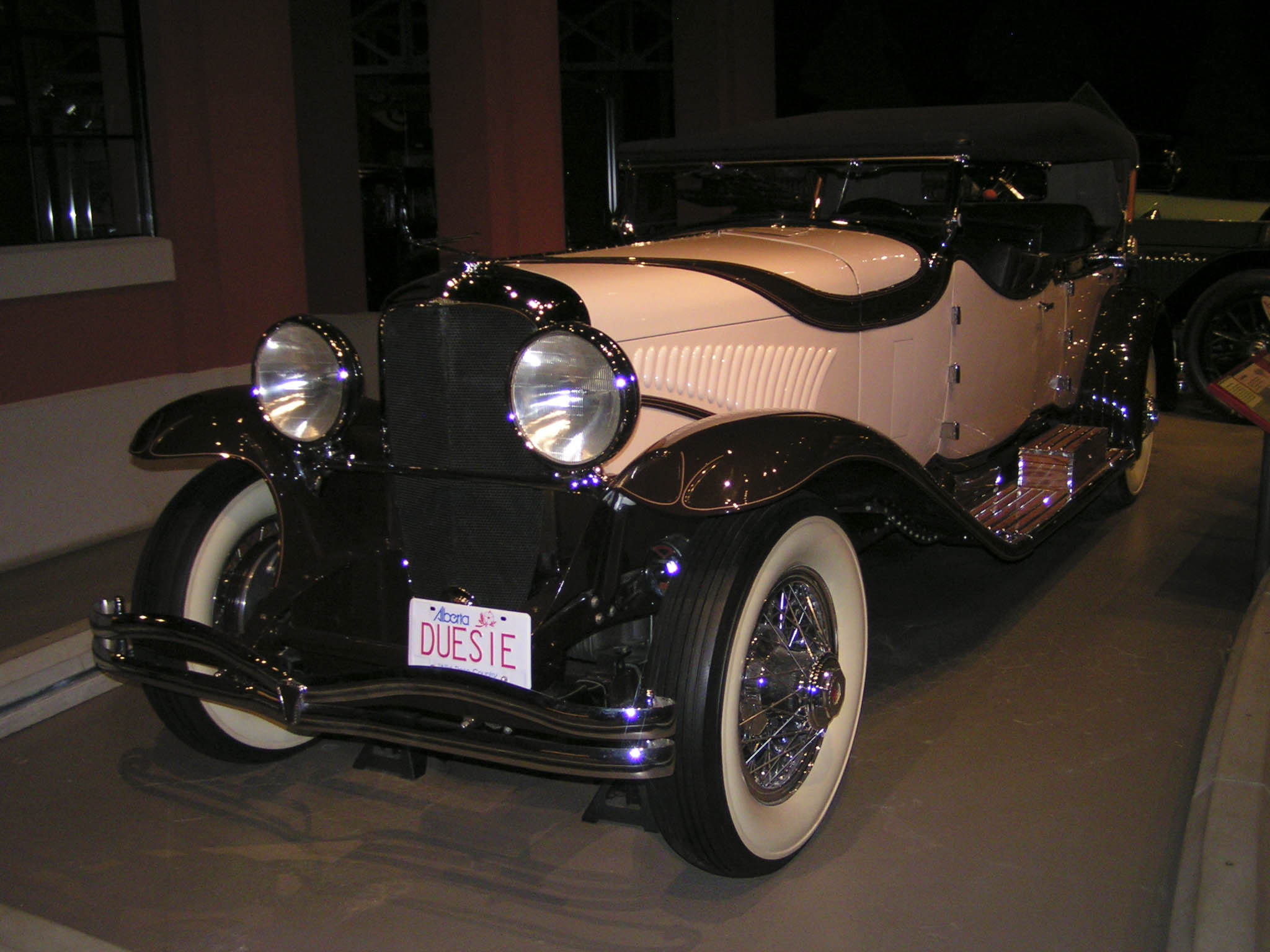
Duesenberg Model J Phaeton Royale von Wolfington (1929)

Wolfington war eines der ersten Unternehmen, die zwei Karosserien für dasselbe Chassis anboten: eine Sommer- und eine Winterkarosserie, die jeweils saisonal bei Wolfington ausgetauscht werden konnten. Diese Wechselaufbauten waren einträglich: Wolfington verdiente nicht nur an dem Bau der Karosserien, sondern auch an der halbjährlichen Auswechslung sowie an der Lagerung der nicht benötigten Karosserien. Gegen Ende der 1910er-Jahre entstand allerdings Konkurrenz durch die neu gegründeten Karosseriebauunternehmen Derham und Fleetwood, die jeweils deutlich größer waren als Wolftington und ihre Werkstätten ebenfalls in Philadelphia hatten.
Wolfington erweiterte sein Tätigkeitsfeld daraufhin ab 1920 auf Busse, Krankenwagen und Bestattungsfahrzeuge, bei denen das Unternehmen wenig lokale Konkurrenz hatte. Wolfington baute unter anderem Touristenbusse für Gray Line Worldwide, aber auch Linien- und Schulbusse. 1925 band der Nutzfahrzeugbau so viele Kapazitäten, dass Wolfington den Bau von PKW-Karosserien für einige Jahre vollständig aufgab. 1928 kehrte Wolfington in den Personenwagenbereich zurück, zunächst als Subunternehmer für Floyd-Derham, für den es einige hochwertige Aufbauten für Oberklasse-Chassis von Isotta Fraschini und Minerva fertigte, und ab 1930 in eigenem Namen. In dieser zweiten, bis 1932 dauernden Phase entstanden wahrscheinlich etwa 25 Aufbauten für Duesenberg, Lincoln und Isotta Fraschini, die sich stilistisch an den Floyd-Derham-Entwürfen orientierten. Das wahrscheinlich bekannteste Auto mit Wolfington-Karosserie ist der Phaeton Royale, der für das Chassis eines Duesenberg Model J gebaut wurde.

### Gegenwart: Automobilhändler
Als infolge der Weltwirtschaftskrise 1932 der Absatz einbrach, gab Wolfington den Karosseriebau komplett auf und beschränkte sich auf die Reparatur von PKWs und Nutzfahrzeugen. Wenig später stellte das Unternehmen den Betrieb vollständig ein. Das Unternehmen firmierte ab 1933 als Wolfington Motors und übernahm eine Vertretung der Chrysler-Marke De Soto. Das Unternehmen war zumindest bis 2004 noch als Chrysler-Händler aktiv und entwickelte neue Konzepte des Automobilvertriebs.
Davon zu unterscheiden ist die Wolfington Body Company, die Harry A. Wolfington, ein Enkel Alexander J. Wolfingtons, 1933 gründete. Dieses Unternehmen war anfänglich mit der Superior Body Co. verbunden und ist heute einer der größten Schulbushändler der USA.